# Agnezia glaciata
Agnezia glaciata is een zakpijpensoort uit de familie van de Agneziidae. De wetenschappelijke naam van de soort is voor het eerst geldig gepubliceerd in 1898 door Michaelsen.